# 159013 Kyleturner
159013 Kyleturner este un asteroid din centura principală de asteroizi.

## Descriere
159013 Kyleturner este un asteroid din centura principală de asteroizi. A fost descoperit pe 15 octombrie 2004 la Needville de Don J. Wells. Asteroidul prezintă o orbită caracterizată de o semiaxă mare de 2,82 ua, o excentricitate de 0,07 și o înclinație de 8,8° în raport cu ecliptica.